# Josephine Scheffel

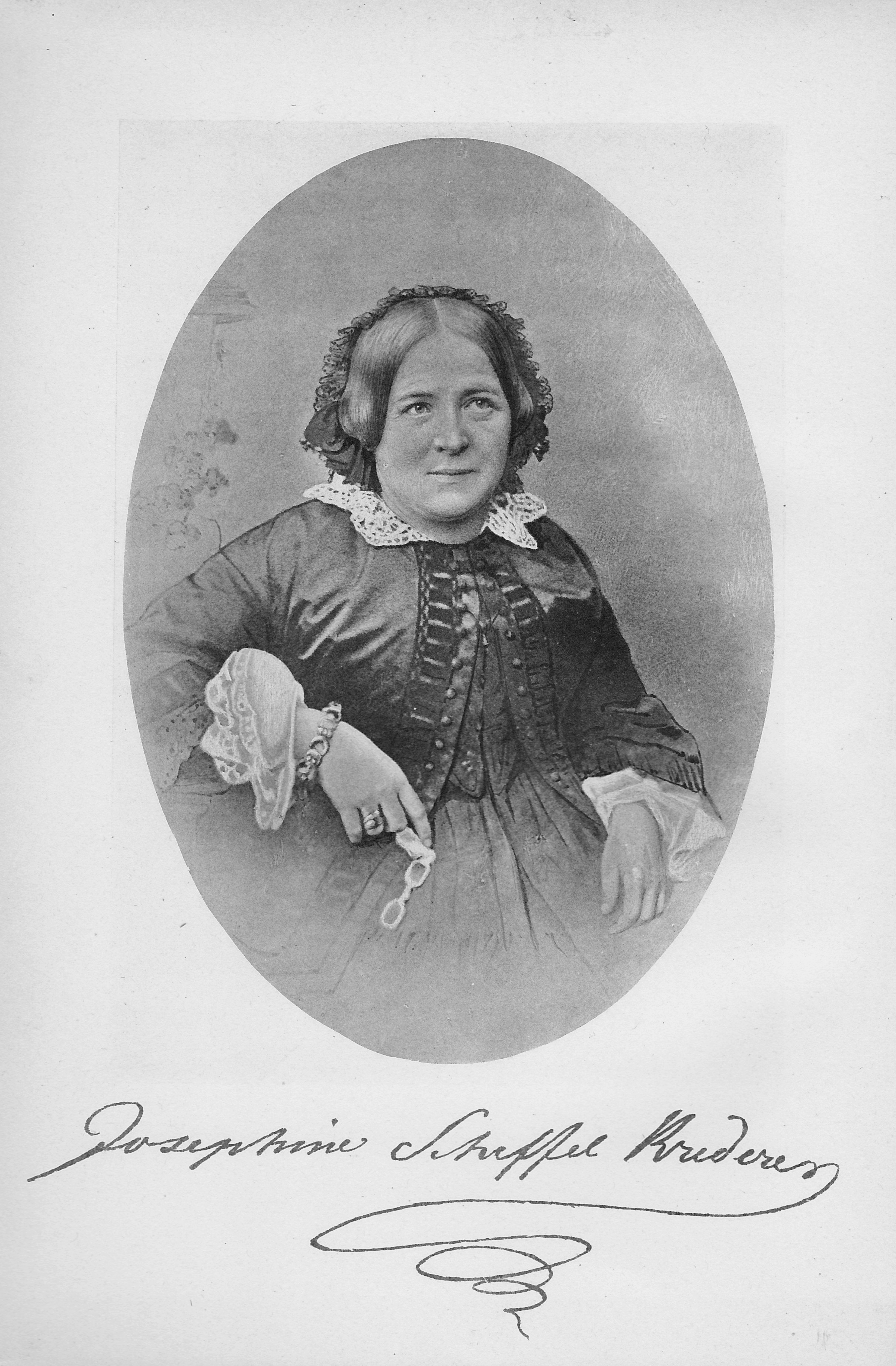
Josephine Scheffel, Frontispiz der Auswahlausgabe ihrer Gedichte von 1892. Die Bildunterschrift lautet „Josephine Scheffel Krederer“.

Josephine Scheffel (* 22. Oktober 1805 in Oberndorf am Neckar als Maria Josepha Krederer; † 5. Februar 1865 in Karlsruhe) war eine deutsche Salonnière und Autorin von Bühnenstücken, Gedichten und Märchen. Darüber hinaus betätigte sie sich als Philanthropin und engagierte sich in der badischen Frauenbewegung. Ihr Sohn Joseph Victor von Scheffel wurde als Schriftsteller berühmt.

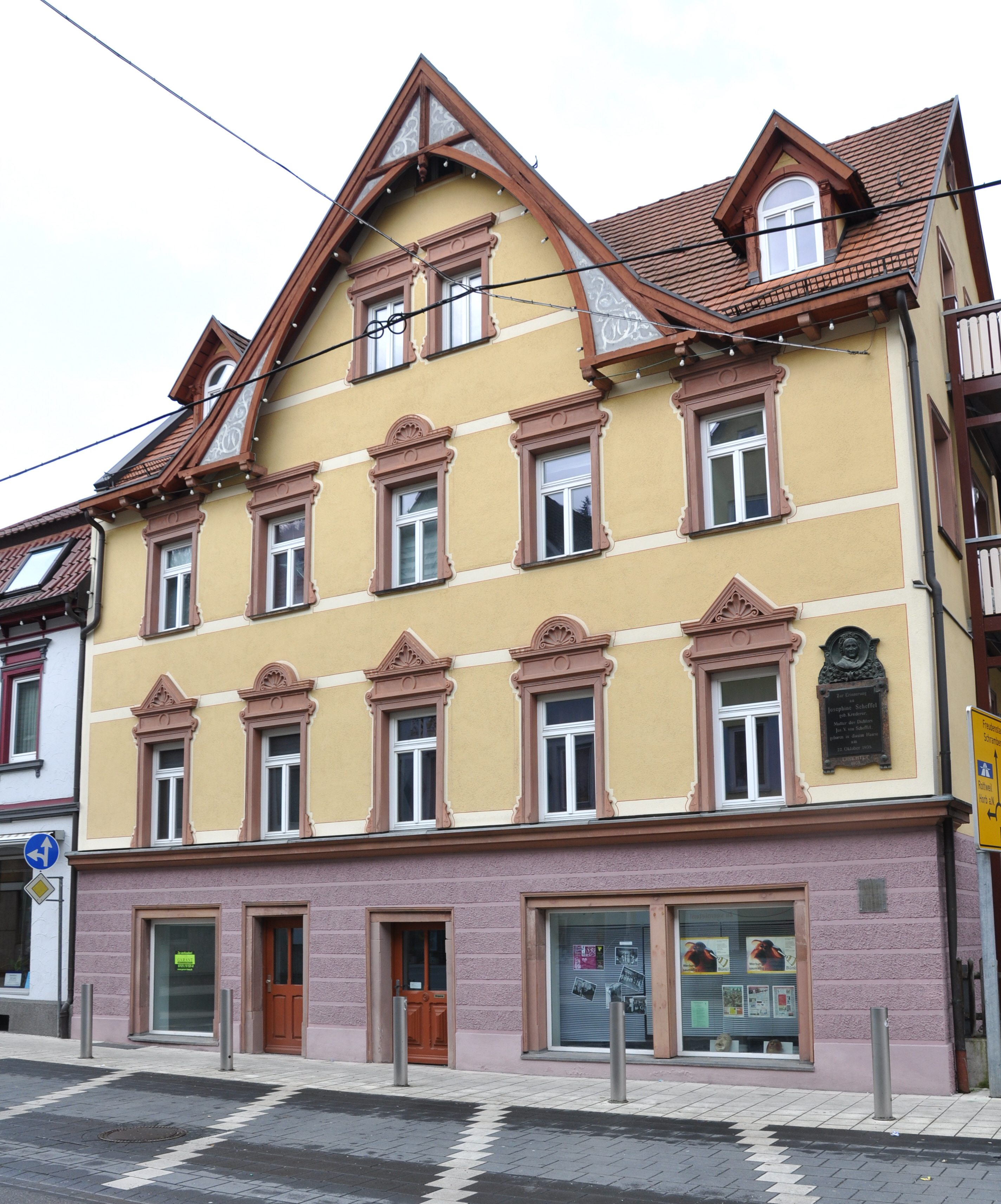
Geburtshaus Josephine Scheffels in Oberndorf am Neckar. Siehe auch die Detailabbildung der Gedenktafel, die auf Höhe des ersten Obergeschosses angebracht ist.

## Leben

### Herkunft und Kindheit
Maria Josepha Krederer, die sich erst später Josephine nannte, war eines von sieben Kindern des wohlhabenden Kaufmanns und Stadtschultheißen von Oberndorf am Neckar, Franz Joseph Krederer (* 28. Februar 1770 in Oberndorf am Neckar; † 19. Juli 1816 in Baden-Baden), und dessen Frau Katharina Eggstein (* 30. Oktober 1774 in Rielasingen; † 29. Juni 1851 in Karlsruhe). Die Mutter heiratete nach dem frühen Tod des Vaters erneut; die am 24. Mai 1819 geschlossene Ehe mit Ignaz Isenbiehl wurde aber nach langen Konflikten gerichtlich geschieden und Katharina Krederer zog 1826 zu ihrer Tochter, die mittlerweile in Karlsruhe lebte.
Die meisten Publikationen geben für Maria Josepha das Geburtsjahr 1803 an, das Taufbuch der katholischen Gemeinde Oberndorf und ein Brief belegen aber, dass sie erst am 22. Oktober 1805 geboren ist. Sie wurde von Pfarrer Ludwig Anton Haßler getauft, die Taufpaten waren Theresia Gerberin und der spätere Stadtschultheiß Franz Joseph Frueth. Ihre sechs Geschwister starben früh, sodass sie als einzige die Kindheit überlebte.

### Ehe und Kinder
Maria Josepha Krederer lernte bei ihrer Tante Anna Stolz (geborene Krederer) in Gengenbach Philipp Jakob Scheffel (* 29. Juni 1789 in Gengenbach; † 1869) kennen, als dieser bei seinen in diesem Ort lebenden Eltern zu Besuch war. Er war Ingenieur und stand als Hauptmann in badischen Diensten. Am 8. Juni 1824 heirateten die beiden und hatten bis zum Tod Josephines über 40 Jahre später eine insgesamt harmonische Ehe. Das Paar hatte drei Kinder: Der älteste Sohn Joseph Victor (* 16. Februar 1826 in Karlsruhe; † 9. April 1886 ebenda), der als Schriftsteller berühmt wurde, wurde stark durch die schwäbische Herkunft seiner Eltern und Großeltern sowie die literarische Begabung und liebende Fürsorge seiner Mutter geprägt. Er erklärte später: „Wenn Sie meine dichterische Art begreifen wollen, müssen Sie den Grund nicht in meinem Leben suchen; das ist sehr einfach verlaufen. Es kam alles von innen heraus. Meine Mutter hätten Sie kennen müssen: was ich Poetisches in mir habe, habe ich von ihr.“ Der zweite Sohn des Ehepaars, Karl (* 1827; † 1879), war geistig und körperlich behindert. Die einzige Tochter Marie (* 27. Juni 1829 in Karlsruhe; † 18. Februar 1857 in München) war als freischaffende Landschaftszeichnerin tätig und gehörte dem Künstlerinnenkreis um Alexandra von Berckholtz an, war aber unglücklich verlobt und starb früh. Josephine Scheffel selbst wurde am 5. Februar 1865 neben ihr in Karlsruhe beigesetzt.

## Literarischer Salon
Im literarisch-künstlerischen Salon der „Frau Majorin“ Scheffel in der Stefanienstraße Nr. 18, einem der ersten in Karlsruhe, verkehrten unter anderem die Maler Moritz von Schwind, Feodor Dietz und Carl Ludwig Frommel, von denen letzterer ihre Tochter Marie und möglicherweise auch ihren Sohn Joseph Victor unterrichtete. Auch Musik und Gesang wurden in dem Salon gepflegt. Josephine Scheffel selbst war in erster Linie literarisch tätig; sie dichtete, teilweise auf Latein oder auch in schwäbischer Mundart, zu verschiedenen festlichen Gelegenheiten und schrieb lokal aufgeführte Schauspiele und Märchen, die über den Nachlass ihres älteren Sohnes erhalten geblieben sind.
Josephine Scheffel machte auf ihr künstlerisches Umfeld einen tiefen Eindruck. Sie wird geschildert als „eine schöne und lebhafte Frau, mit frischem anmutigem Gesicht, klugen, schalkhaft blickenden Augen, von liebenswürdigem Humor, gewandtem Umgang, feiner Konversationsgabe und heiterer Lebensauffassung, das Ideal einer deutschen Frau.“

## Schriftstellerisches Schaffen
Von den Theaterstücken Josephine Scheffels sind acht vollständig und 19 in Auszügen erhalten geblieben. Daneben gilt sie als Verfasserin zweier Schauspiele, die im Nachlass der Schriftstellerin Alberta von Freydorf, einer Freundin der Familie, gefunden wurden. Ihr bekanntestes Lustspiel trägt den Titel „Lorle und Dorle“, ist in schwäbischer Mundart verfasst und wurde mit großem Erfolg Anfang der 1850er-Jahre in Heidelberg und Karlsruhe aufgeführt. Das Stück „Die Gastronomen“ wurde 1854 am Stadttheater Heidelberg aufgeführt.
Die überlieferten Gedichte decken ebenfalls ein breites Themenspektrum an; sie behandeln verschiedenste Motive aus der Zeitgeschichte, der Kunst (zum Beispiel „Zuruf an Liszt“) und dem persönlichen Bereich (zum Beispiel „Ein Wort für Joseph“ zum zehnten Geburtstag des Sohnes). Auch stammte von ihr das Glückwunschgedicht, das eine Deputation badischer Veteranen bei den Feierlichkeiten zur Silbernen Hochzeit von Karl Egon II. zu Fürstenberg und Amalie von Baden vortrug. Oft handelte es sich um Gelegenheitsgedichte, die Zeitgenossen zufolge sehr spontan und ohne lange Vorüberlegungen niedergeschrieben wurden. 1892 erschien postum eine Sammlung einiger Gedichte Josephine Scheffels, die von ihrem Enkel Victor von Scheffel junior herausgegeben wurde.
Alberta von Freydorf gab 1886, ebenfalls erst einige Jahre nach dem Tod der „Frau Majorin“ Scheffel, eine Märchensammlung unter dem Titel „In der Geißblattlaube“ heraus. Drei der darin enthaltenen Texte stammten von der Verstorbenen („Der ausgetretene Kinderschuh“, „Strifriffel“, „Märchen vom Hirsebrei“), den Rest hatte Freydorf selbst verfasst. Viele der anderen Märchen Scheffels blieben dagegen Fragmente, so „Das Märchen vom Fingerhut“, das erst postum – ebenfalls von Freydorf – vollendet wurde und 1905 mit Illustrationen von M. Egremont gedruckt wurde. Die Erzählungen waren auf Wunsch der Kinder entstanden und wurden im privaten Umfeld erzählt, aber anscheinend nicht immer verschriftlicht.

## Gesellschaftliches Engagement
Josephine Scheffel war eine bekennende Patriotin, gläubige Katholikin und nach den Verhältnissen ihrer Zeit emanzipierte Ehefrau. Ihr Enkel bezeichnete sie als „in ihrem innersten Fühlen und Denken kerndeutsche Frau, erfüllt von tiefem Gottvertrauen und glühendem Patriotismus, von warmer, werkthätiger Nächstenliebe und von hoher Begeisterung für alles Schöne und Edle.“ Besonders engagierte sie sich in der Karlsruher Frauenbewegung.

### Elisabethenverein und Sophien-Frauenverein
Nach der Deutschen Revolution, bei deren Ausbruch soziale Missstände eine zentrale Rolle gespielt hatten, initiierte Scheffel die am 1. Mai 1848 erfolgende Gründung des karitativen „Elisabethenvereins“. Unter der offiziellen Bezeichnung „Jungfrauenverein zur Unterstützung bedrängter Arbeiterfamilien“ veranstaltete dieser wohltätige kulturelle Veranstaltungen zur Unterstützung der Unterschicht. Die Kurzform des Namens war unter Bezugnahme auf die mittelalterliche Heilige Elisabeth von Thüringen gewählt worden.
Über einen langen Zeitraum hinweg stand Scheffel als Präsidentin dem Elisabethenverein und dem „Comite“, seinem zentralen Organisationsgremium, vor. Unterstützt wurden durch die Arbeit der Organisation arbeitsunfähige und kranke Arbeitnehmer der Stadt, unabhängig von ihrem religiösen Bekenntnis. Nach dem Tod Josephine Scheffels 1865 stiftete und widmete Großherzogin Luise von Baden dem Verein zum Andenken an die Verstorbene ein Buch, in das dessen bisherige Geschichte und in den folgenden Jahren auch seine weitere Entwicklung eingetragen wurde.
Daneben war Scheffel aktives Mitglied des bereits seit 1831 bestehenden Sophien-Frauenvereins Karlsruhe, der sich ebenfalls der Unterstützung armer Arbeiterfamilien verschrieben hatte. Von Großherzogin Sophie von Baden gegründet, unterhielt er unter anderem eine „Suppenanstalt“, eine Industrie- und Nähschule und einen Vereinsladen, der Stoffe an arme Karlsruher verkaufte oder verschenkte, damit sich diese durch Stricken und Spinnen ihren Unterhalt verdienen konnten.

### Badischer Frauenverein
Als 1859 der Sardinische Krieg zwischen dem (von Frankreich unterstützten) Königreich Sardinien und Österreich ausbrach, sah man in Deutschland (besonders in den südwestlichen, an Frankreich grenzenden Territorien) die eigenen Sicherheitsinteressen bedroht und fürchtete ein Übergreifen der Kampfhandlungen auf das eigene Land. Deshalb unterzeichneten 14 Frauen der gehobenen Schicht des Landes Baden, darunter auch Josephine Scheffel, am 26. Mai einen Spendenaufruf, durch den die Pflege der verwundeten Soldaten und die Unterstützung der Invaliden finanziert werden sollte.
Aus dieser Bewegung ging am 6. Juni 1859 unter Vorsitz der Großherzogin Luise der Badische Frauenverein hervor, zu dessen 18 Gründerinnen Scheffel gehörte. Auch als der Verein in den folgenden Jahrzehnten eine bedeutende Größe erreichte (mehrere hundert Zweigvereine mit 1914 zusammen 90.000 Mitgliedern), blieb sie im „Centralcomite“ bei der landesweiten Organisation tätig. Nach ihrem Tod 1865 wurde ihr Bildnis in den Sitzungsräumen des Frauenvereins aufgehängt. Auch ihr Sohn blieb mit dem Verein verbunden und präsentierte bei einem von dessen wohltätigen Vortragsabenden 1877 seinen berühmten Gedichtzyklus „Waldeinsamkeit“ erstmals der Öffentlichkeit.

## Werke
- Rhodopis. Ein Märchen. Herausgegeben von Alberta von Freydorf. Braun, Karlsruhe 1884.
- Alberta von Freydorf (Hrsg.): In der Geißblattlaube. Ein Märchenstrauß im Garten der mütterlichen Freundin Frau Josephine Scheffel gewunden und ergänzt; mit Portrait und Handschriftenprobe. Meinhold, Dresden 1886.
- Josephine Scheffel: Gedichte. Herausgegeben von Viktor von Scheffel. Adolf Bonz & Comp., Stuttgart 1892.
- mit Alberta von Freydorf: Malcha und Thorild. Ein Schwarzwaldgesang aus dem 30jährigen Krieg. Josef Singer, Strassburg 1905.
- Das Märchen vom Fingerhut. Begonnen von J. Scheffel; weitergeführt, vollendet und als Manuskript geschrieben von A. von Freydorf; illustriert von M[aud] Egremont. Josef Singer, Strassburg 1905.